# Joseph Antoine Couchet
Joseph Antoine Couchet ou Joseph Antoine Cochet, ou Antoine Coget, né à Anvers le 28 mars 1630 et mort en 1678 dans la même ville, est un graveur au burin connu pour ses reproductions de tableaux représentant des scènes bibliques, allégoriques ou des portraits.

## Biographie
Joseph Antoine Couchet est né le 28 mars 1630 à Anvers.
On cite de lui une série de trente deux gravures Jeux d'enfants, d'après Jean Papels[réf. souhaitée] ou Le temps qui couronne le travail et qui punit l'oisiveté, d'après Rubens.
Comme l'écrit Eugène De Seyn « on ne possède à son sujet aucun détail biographique ». Joseph Antoine Couchet est peut-être apparenté à la famille anversoise Couchet célèbres facteurs de clavecin, ayant continué l'activité de la famille Ruckers dont ils sont descendants.
Il a collaboré avec les graveurs Jean Papels, Gilles Hendricx et Adrien Lommelin, natif d'Amiens qui travailla toute sa vie à Anvers.

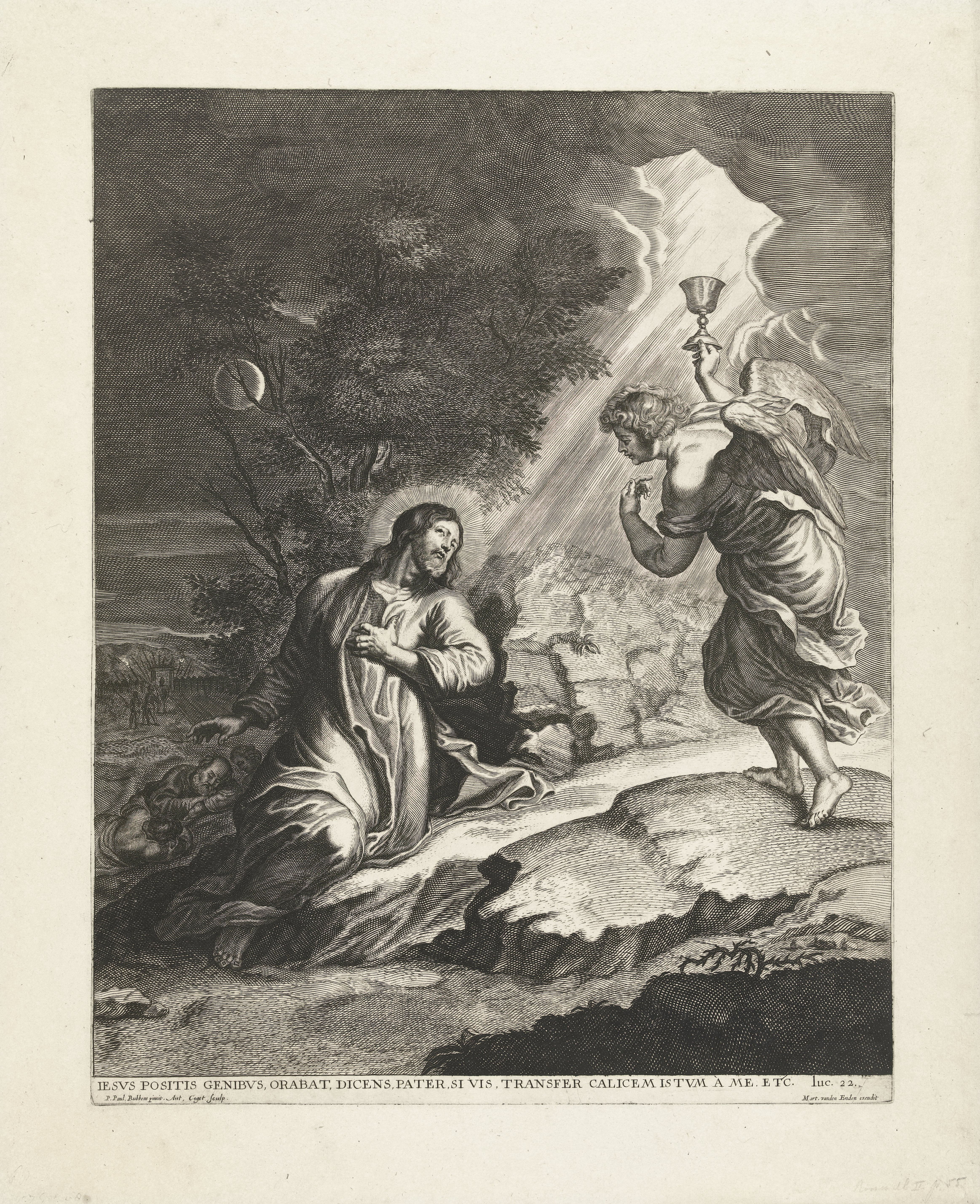
Christus in de Hof van olijven (Le Christ au jardin des oliviers, ca. 1660 - 1678, Rijksmuseum Amsterdam).
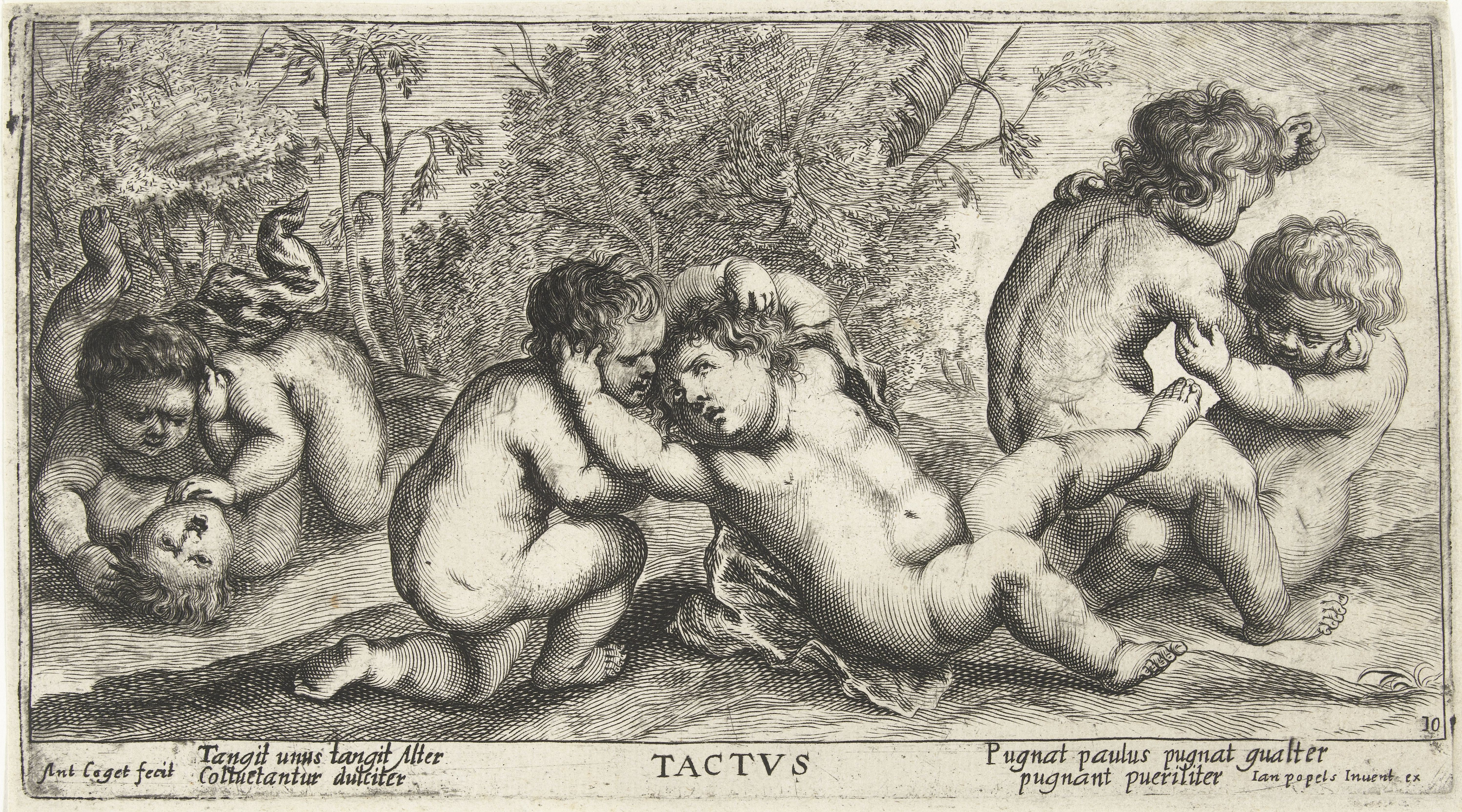
Drie paar stoeiende naakte kinderen Tactvs (Tactus : Trois paires d'enfants nus se battant, ca. 1633 - 1663, Rijksmuseum Amsterdam).
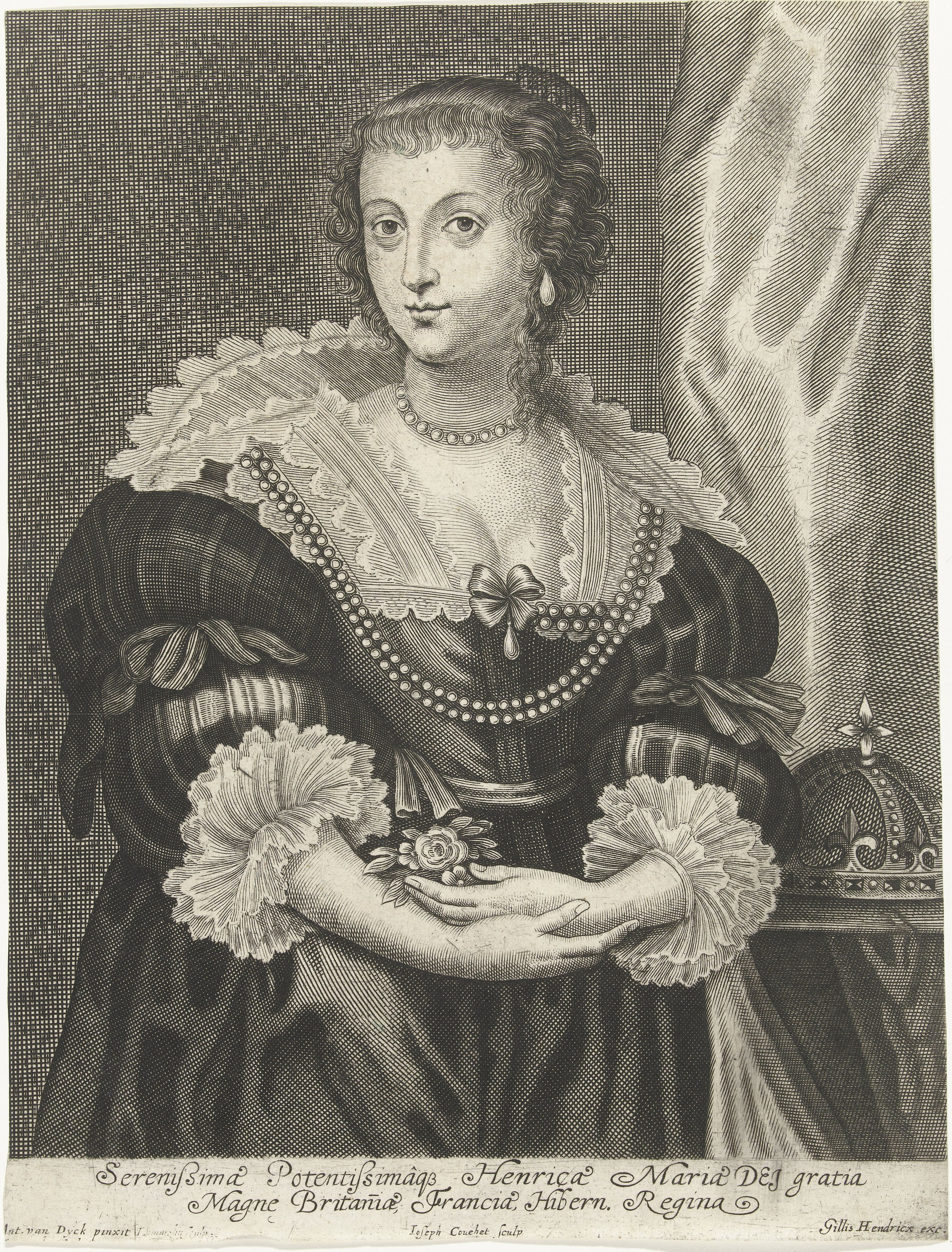
Portret van Henrietta Maria, echtgenote van Karel I van Engeland (Portrait de Henriette-Marie de France, épouse de Charles Ier d'Angleterre, ca. 1645 - 1678, Rijksmuseum Amsterdam).